# 金邦谷教

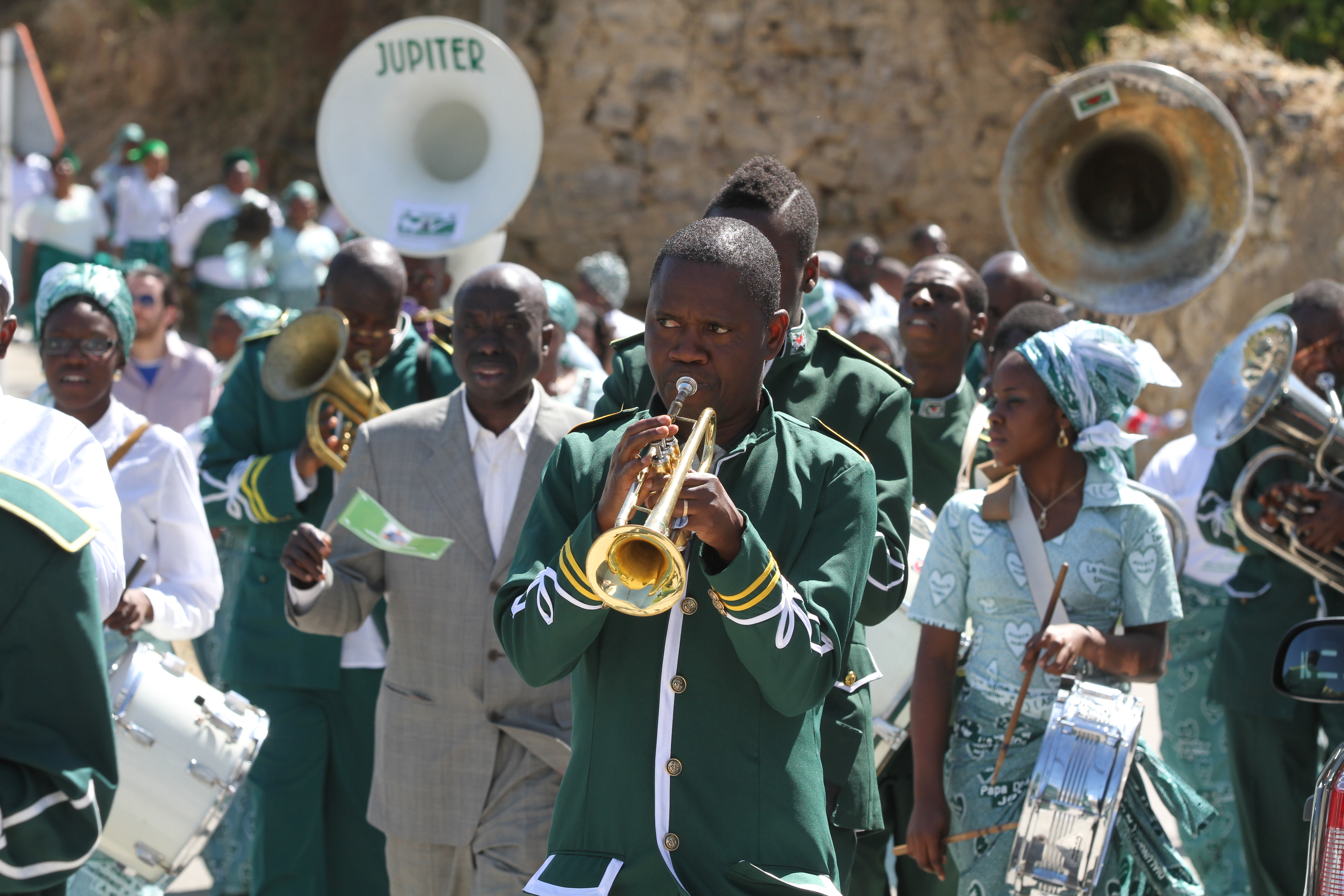
葡萄牙的金邦谷教徒在里斯本城外庆祝圣诞节

金邦谷教（Kimbanguism）是剛果民主共和國的一個新興宗教，由本為浸信會傳教士的西蒙·金邦谷於1921年4月在比屬剛果（即剛果民主共和國的前身）創立，為基督教的一個教派，是非洲人自創教會之一，該教派有約550萬名信徒，其總部位於西蒙·金邦谷的出生地中剛果省恩康巴。
金邦谷教相信西蒙·金邦谷有治癒病人與使死者復生的能力，該新興宗教創立後即引起當地天主教、新教教會與比屬剛果的官員的注意，比屬剛果當局開始搜捕其信徒。1921年9月西蒙·金邦谷向當局自首，被軍事法庭判處死刑，比利時國王阿爾貝一世 (比利時)將其刑度減至無期徒刑。西蒙·金邦谷被關押於剛果東南部的盧本巴希，期間仍被視為金邦谷教的精神領袖，也成為剛果民族主義的代表人物之一。1951年，西蒙·金邦谷在獄中逝世。

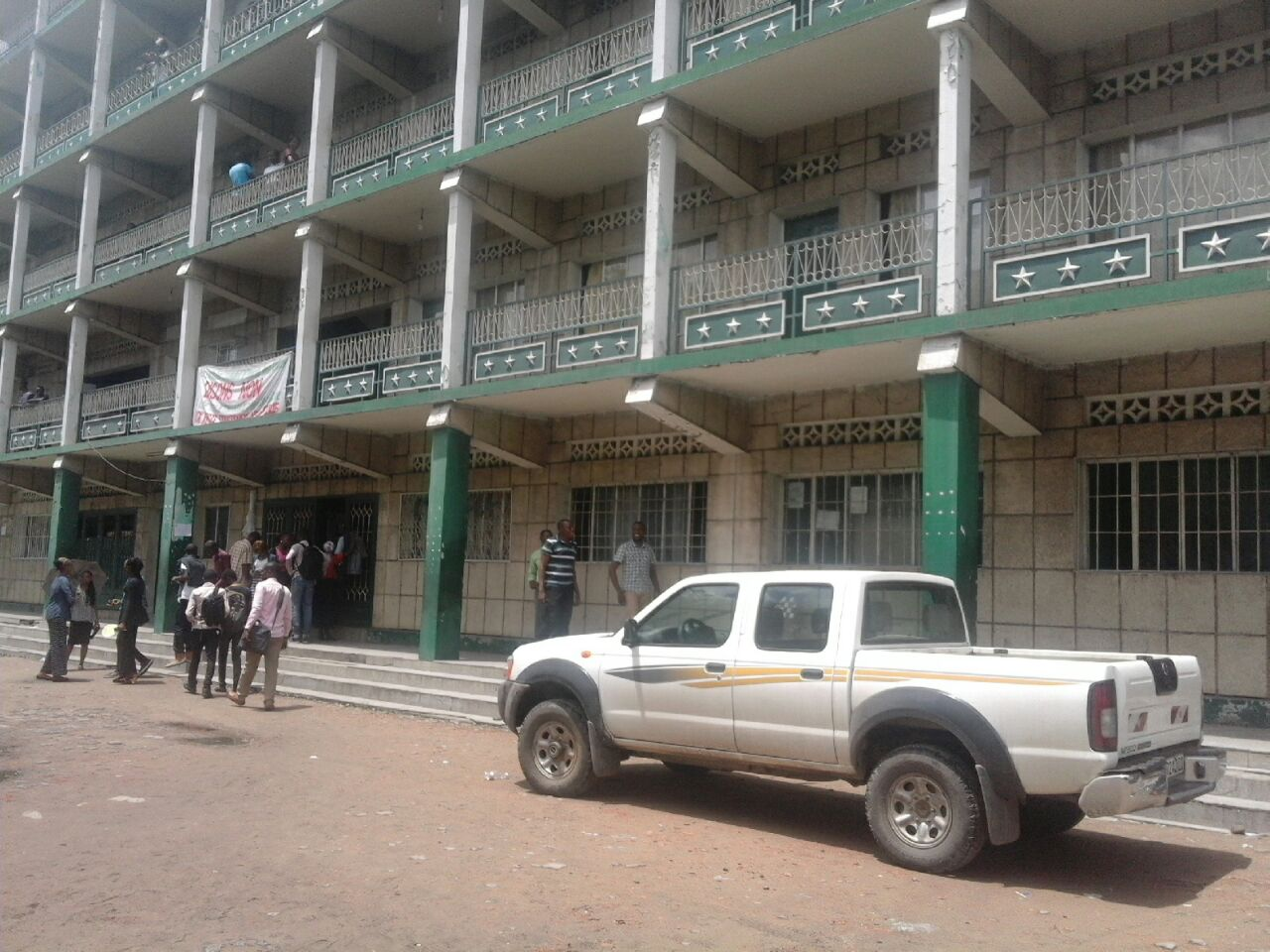
位于刚果民主共和国金夏沙恩康巴的金邦谷大學

在審判西蒙·金邦谷後，比屬剛果宣布金邦谷教為非法，並將信徒流放至不同地方，許多人被關進勞改營中而死去。1959年，金邦谷教終獲比利時政府承認，西蒙死後，其子Joseph Diangienda成為教會領袖。現今金邦谷教在非洲許多國家都有分部。
金邦谷教遵守清教徒的教規，反對暴力、多配偶制、巫術、菸酒與舞蹈。其重要的節日包括4月6日（教會成立之日），5月25日（該教派認為耶穌誕生於這一天，剛好這天也是Joseph Diangienda的生日）與10月12日（西蒙·金邦谷逝世的日子）。

## 延伸阅读
- Kimbangu: An African Prophet and His Church Marie-Louise Martin (Grand Rapids, MI: Eerdmans Publishing Company, 1976) ISBN 0-8028-3483-3